# Sjamosero
Der Sjamosero (russisch Сямозеро, finnisch Säämäjärvi, karelisch Seämärvi) ist ein Süßwassersee in der Republik Karelien im nordwestlichen Teil Russlands. Der 265 bis 270 km² große See befindet sich zwischen dem Ladogasee und dem Onegasee im südlichen Teil Kareliens. Er hat eine maximale Tiefe von etwa 24 m. Im See gibt es eine Vielzahl kleiner Inseln. Er wird genutzt für Schiffsverkehr und Fischerei.
Die Sjanga entwässert den See zur Schuja, welche dann in den Onegasee fließt.

## Bootsunglück 2016
14 Moskauer Kinder ertranken bei einem Bootsunglück auf dem See Sjamosero am 18. und 19. Juni 2016.